# Triaenodes allax
Triaenodes allax là một loài Trichoptera trong họ Leptoceridae. Chúng phân bố ở miền Australasia.